# Cordovero
Cordovero ist eines von 15 Parroquias in der Gemeinde Pravia der autonomen Region Asturien in Spanien.
 Die 95 Einwohner (2011) leben auf 5,12 km². Codovero ist der Hauptort der gleichnamigen Parroquia.

## Dörfer und Weiler der Parroquia
- Cordovero (Cordoveiru) – 23 Einwohner 2011 43° 28′ 18″ N, 6° 12′ 56″ W
- La Castañal – 24 Einwohner 2011
- Las Piñeras – 24 Einwohner 2011 43° 27′ 26″ N, 6° 12′ 43″ W
- Villamondrid (Villamundriz) – 24 Einwohner 2011 43° 27′ 40″ N, 6° 12′ 55″ W